# Bang Tango
Bang Tango é uma banda norte americana hard rock e glam metal. A banda formou em 1987 em Los Angeles, Califórnia e assinaram com MCA Records com o mesmo ano.

## História
A formação da banda oscilou desde sua criação. Pyscho Café, o álbum de estreia da banda, foi lançado em 1989.  Apesar da MTV ter dado uma exposição considerável ao single "Someone Like You", o álbum não se pautou por um grande sucesso. 
O grupo continuou até 1995, ano em que se dá a separação. Os Bang Tango então reformam-se em 1996, para se voltarem a separar novamente dois anos depois,  em 1998. Em 1999, a banda torna ao activo para levar a cabo uma turné nacional. Leste e o baixista original, Kyle Kyle (nasceu como Kyle Keiderling) juntam forças com o guitarrista Mattie B. A turné foi um sucesso e a gravação estava em andamento mas nada foi lançado. Joe Leste retornou a banda ainda novamente em 2002. 

## Membros

### Atuais
- Joe Leste - vocais
- Rowan Robertson - guitarra
- Drew Fortier - guitarra
- Lance Eric - baixo
- Trent Anderson - bateria

### Ex-membros

#### Bateria
- Tigg Ketler (nome real: Robert Ketler)
- Rob Jones
- Walter Earl
- Bobby "Tango" Gibb
- Glenn Sobel
- Matt Starr (nome real: Matt Franklin)
- Trent Anderson
- Michael Licata
- Troy Patrick Farrell
- Jason Hugie

#### Guitarra
- Pete Risi
- Kyle Stevens
- Mark Knight
- Mark Tremaglia
- Dan Aon
- Mattie B.
- Scott LaFlamme
- Michael Thomas
- Mark Simpson
- Alex Grossi

#### Baixo
- Kyle Kyle (born Kyle Keiderling)
- Brian Saunders
- Curtis Roach (born Chris Roach)
- Mike Howells
- Jamie Zimlin

## Discografia

### Álbuns de estúdio
- 1989 - Pyscho Café
- 1991 - Dancin' on Coals
- 1994 - Love After Death
- 2004 - Ready to Go
- 2006 - From the Hip
- 2011 - Pistol Whipped In The Bible Belt

### Ao vivo e coletâneas
| Ano                    | Título                                                   | Gravadora     | Posição na Billboard do EUA |
| ---------------------- | -------------------------------------------------------- | ------------- | --------------------------- |
| 1989                   | Live Injection (ao vivo)                                 | World of Hurt | -                           |
| 1992                   | Ain't No Jive...Live! (ao vivo)                          | MCA Records   | -                           |
| 10 de novembro de 1998 | Live (ao vivo)                                           | Cleopatra     | -                           |
| 25 de maio de 1999     | Untied & Live (ao vivo)                                  | Import        | -                           |
| 23 de novembro de 1999 | Greatest Tricks (coletânea)                              | Cleopatra     | -                           |
| 24 de agosto de 2004   | The Ultimate Bang Tango: Rockers and Thieves (coletânea) | Lemon         | -                           |